# Fosfatidylinositol-3-kináza

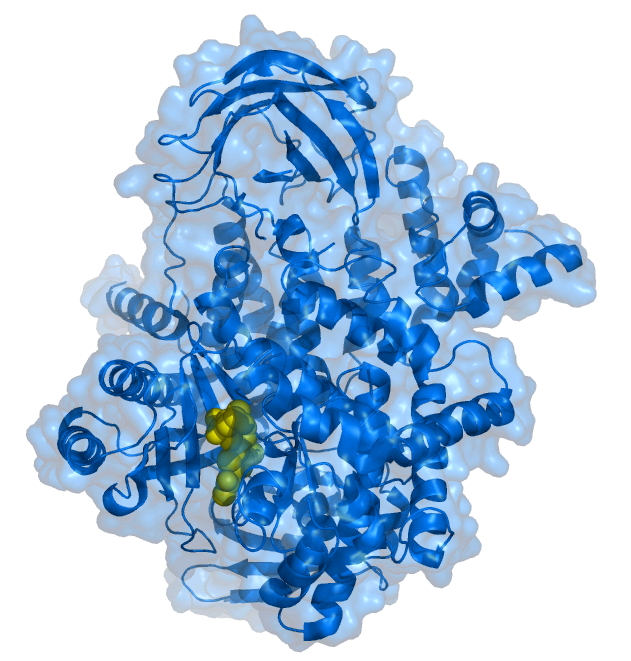
Fosfatidylinositol-3-kináza I. třídy, katalytická podjednotka (p110) ve vazbě na inhibitor PIK-93 (žlutě)

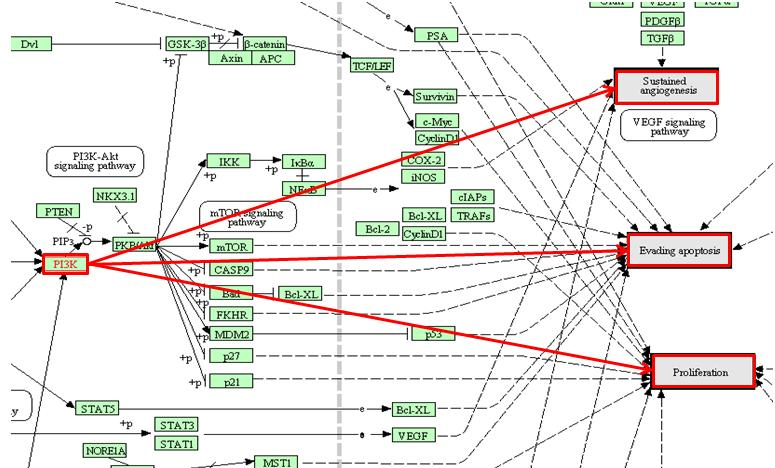
Složitá regulační síť PI3K; znázorněny některé cesty, jimiž aktivace PI3K může vést k rakovinnému bujení

Fosfatidylinositol-3-kináza (PI3 kináza, PI3K) je enzym ze skupiny kináz, který katalyzuje navázání fosfátové skupiny na D3 pozici inositolového kruhu fosfatidylinositidů. PI3K jsou významnými regulátory hladiny jednotlivých fosfatidylinositidů. Snižováním či zvyšováním hladiny těchto fosfolipidů následně dochází k změnám vlastností membrán i proteinů a signálních drah, jež jsou k těmto membránám ukotveny. Zvýšená aktivita PI-3 kináz (např. následkem mutace PTEN) může vést k nádorovému bujení.

## Reakce
Aktivita PI3K enzymů zahrnuje zejména tyto reakce:
- Fosfatidylinositol → fosfatidylinositol-3-fosfát
- Fosfatidylinositol-4-fosfát → fosfatidylinositol-3,4-bisfosfát
- Fosfatidylinositol-5-fosfát → fosfatidylinositol-3,5-bisfosfát
- Fosfatidylinositol-4,5-bisfosfát → fosfatidylinositol-3,4,5-trisfosfát

Mimoto mají PI3K ještě serin/threonin kinázovou aktivitu, ale není příliš jasné, k jakému účelu.

## Klasifikace
PI3K se tradičně dělí do tří tříd podle struktury, regulačních vlastností a specifity:
- PI3K I. třídy – heterodimerní enzymy pod kontrolou receptorů; fosforylují především PI-2-P a PI-4,5-P2. Dělí se dvě podtřídy:
  - IA – zahrnuje PI3Kα, PI3Kβ, PI3Kδ; jsou aktivovány receptorovými tyrosinkinázami přes adaptor p85
  - IB – zahrnuje PI3Kγ; je aktivována trimerickými G-proteiny (resp. jejich podjednotkami Gβγ) přes adaptor p101
- PI3K II. třídy – monomerické enzymy; fosforylují především PI a PI-4-P.
- PI3K III. třídy – heterodimerní enzym; fosforyluje pouze PI a je v buňce konstitutivně aktivní.